# Alojzij Jerič
Alojzij Jerič, slovenski kmet in  politik, * 4. april 1853, Kobdilj, † 6. november 1909, Kobdilj.
Bil je posestnik in župan v Štanjelu. 29. septembra 1909 je bil na listi Slovenske ljudske stranke za Goriško pokrajino dr. Antona Gregorčiča izvoljen v goriški deželni zbor v splošni kuriji sodnih okrajev slovenskega dela Goriško-Gradiščanske poknežene grofije. Še preden je zbor začel delovati, se je pri delu na svoji domačiji smrtno ponesrečil. Na njegovo mesto je bil na nadomestnih volitvah 19. decembra 1909 izvoljen Franc Zlobec.